# Auferstehungskirche (Bebra)

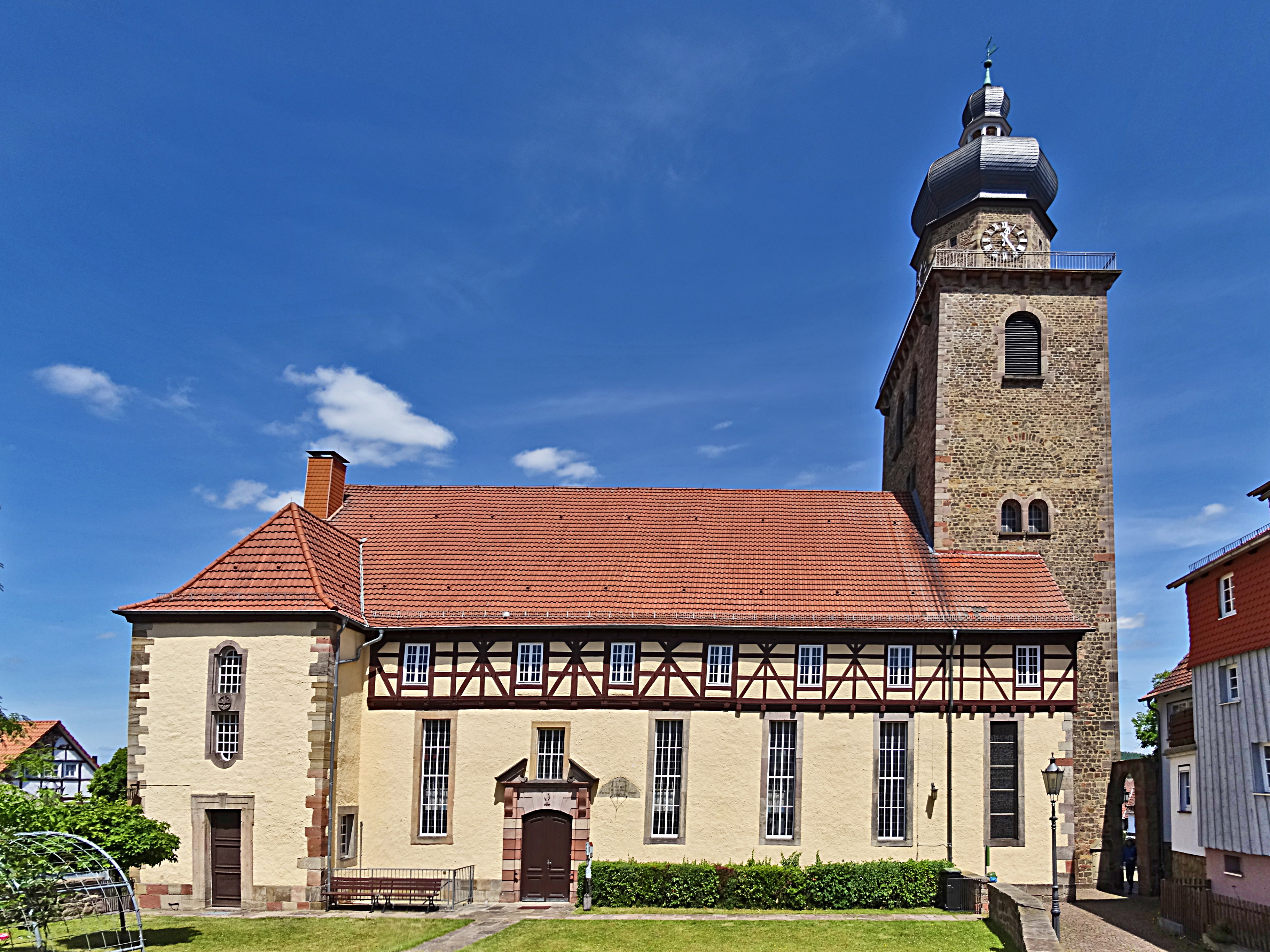
Auferstehungskirche

Die evangelische Auferstehungskirche ist ein denkmalgeschütztes Kirchengebäude in Bebra, einer Stadt im Landkreis Hersfeld-Rotenburg (Hessen).

## Geschichte und Architektur

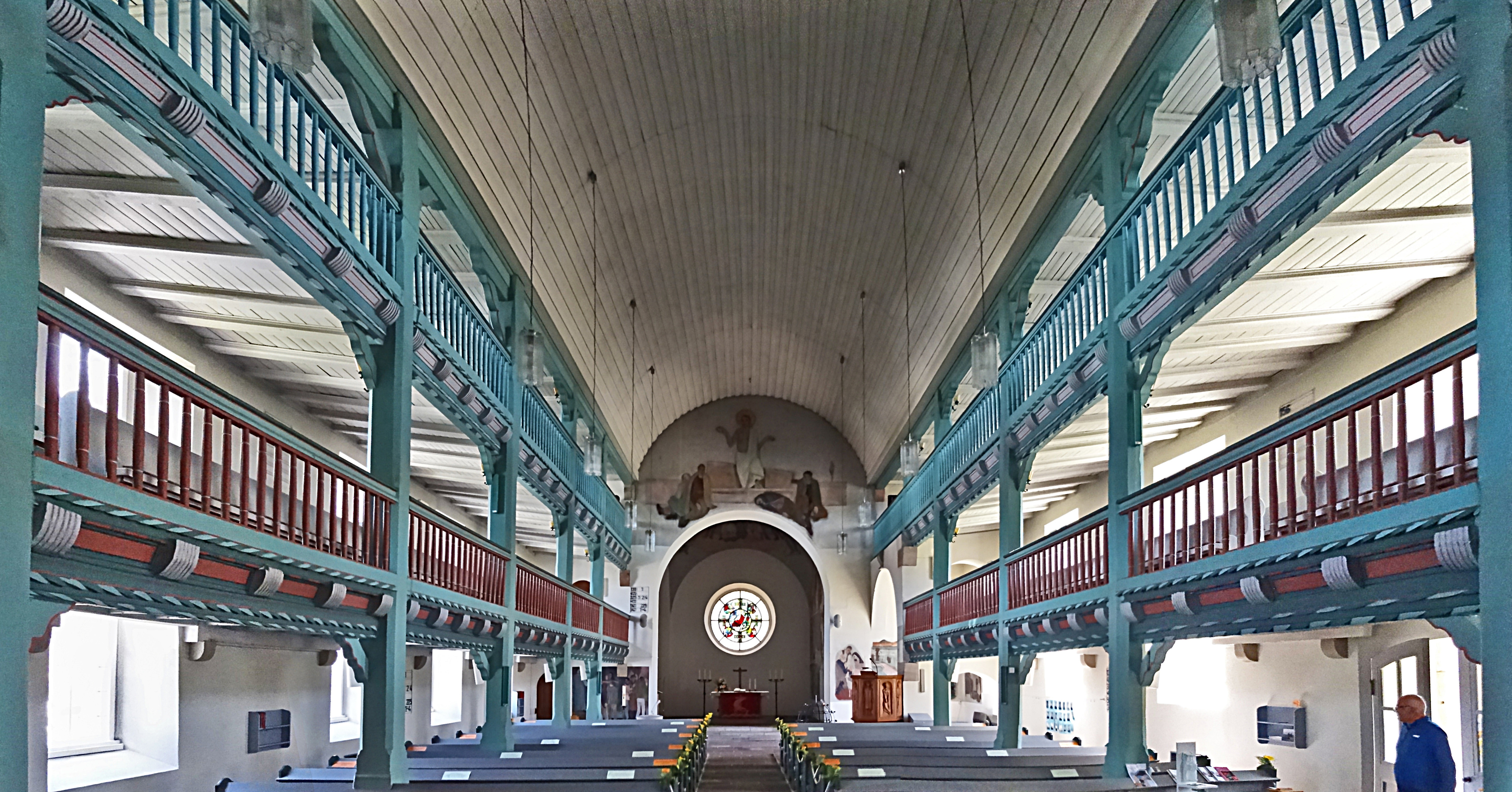
Innenansicht

Die erste Kirche in Bebra wurde vermutlich gebaut, als Lullus, ein Schüler des Bonifatius, das Kloster im heutigen Bad Hersfeld gründete. Ein amtierender Pfarrer wurde erstmals 1253 in Bebra genannt. Die ursprüngliche Kirche wurde 1642 durch einen Neubau ersetzt. Um 1725 wurde das Gebäude um ein Fachwerkgeschoss erhöht. Von 1730 bis 1735 wurde ein südliches und 1892 ein nördliches Seitenschiff angefügt. Im Zweiten Weltkrieg wurde das Gebäude zerstört und von 1947 bis 1949 erneuert und erweitert. Die Kirche wurde 1949 als Auferstehungskirche neu eingeweiht.

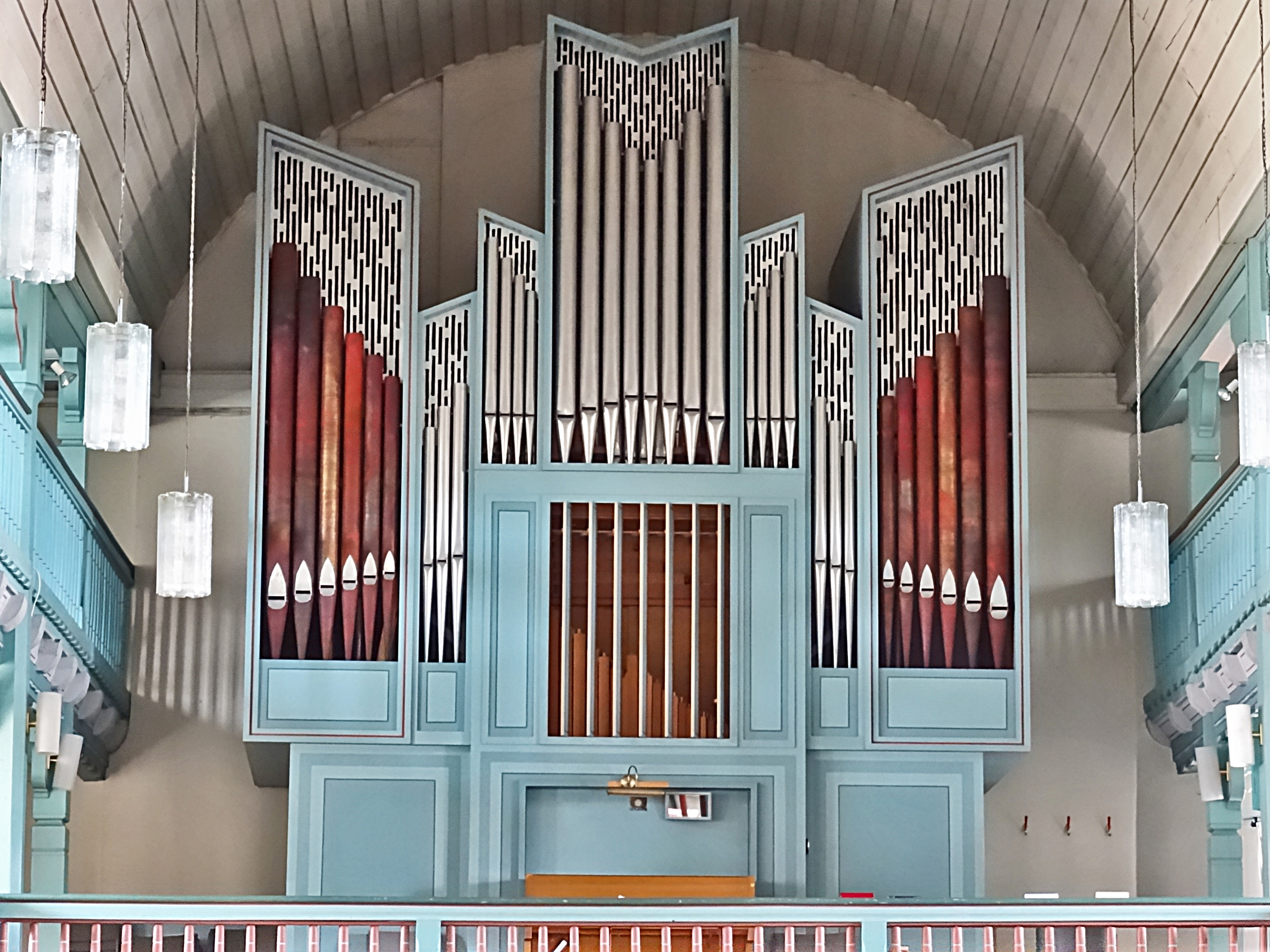
Die Bosch-Orgel

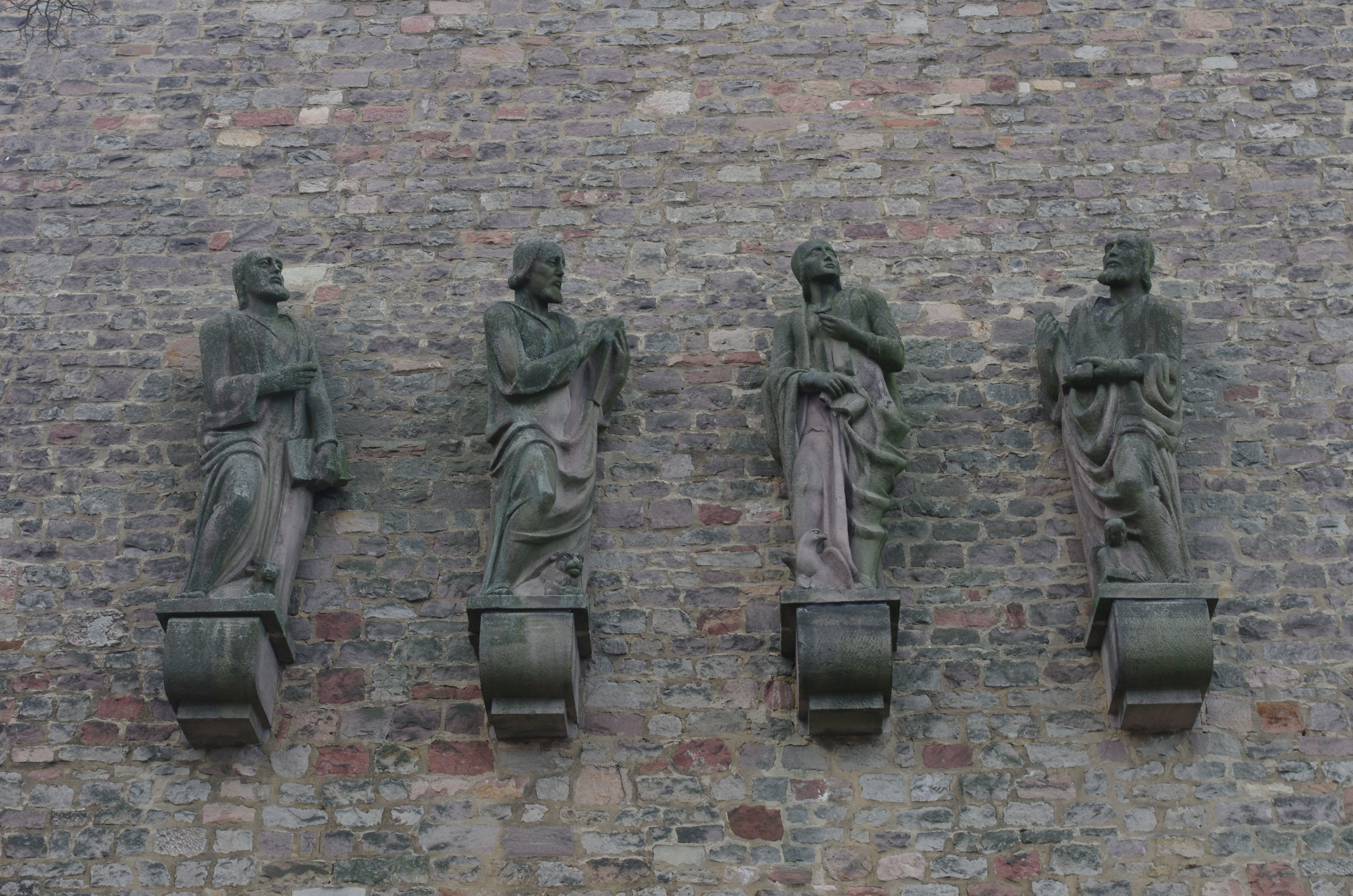
Die vier Evangelisten von Richard Knecht an der Außenmauer

Die Kirche ist ein gestreckter Saalbau mit einem 55 m hohen quadratischem Chorturm. Im Turm hängen fünf Glocken, die größte mit der Tonlage a wiegt 3680 kg. Die Chormalereien wurden 1949 ausgeführt.
Die Orgel mit 26 Registern, verteilt auf 2 Manuale und Pedal, wurde 1967 von Werner Bosch gebaut.
An der Ostseite der Kirche befinden sich vier Skulpturen der Evangelisten, diese wurden von 1953 bis 1957 von Richard Knecht erstellt.